# 任雷远
任雷远（1917年—1998年），原名任振尧，男，河南沁阳人，中华人民共和国政治人物，1937年8月加入中国共产党。1942年被日军俘虜，后越狱逃归。曾任河南省政协副主席。